# Huân chương Độc lập
Huân chương Độc lập là huân chương bậc cao thứ ba của Nhà nước Việt Nam Dân chủ Cộng hòa (nay là Cộng hòa Xã hội Chủ nghĩa Việt Nam), được đặt ra lần đầu tiên theo Sắc lệnh số 58-SL ngày 06 tháng 6 năm 1947 của Chủ tịch nước Việt Nam Dân chủ Cộng hòa và đặt ra lần thứ hai theo Luật Thi đua - Khen thưởng (ban hành ngày 26 tháng 11 năm 2003).
Huân chương Độc lập để tặng cho tập thể lập được thành tích xuất sắc, tặng hoặc truy tặng cho cá nhân có thành tích đặc biệt xuất sắc ở một trong các lĩnh vực chính trị, kinh tế, xã hội, văn học, nghệ thuật, khoa học, công nghệ, ngoại giao hoặc các lĩnh vực khác. Huân chương Độc lập có 3 hạng được phân biệt bằng số sao đính trên dải và cuống huân chương: hạng nhất có 3 sao, hạng nhì có 2 sao, hạng ba có 1 sao. Thẩm quyền tặng, truy tặng Huân chương Độc lập do Chủ tịch nước quyết định.

## Mô tả

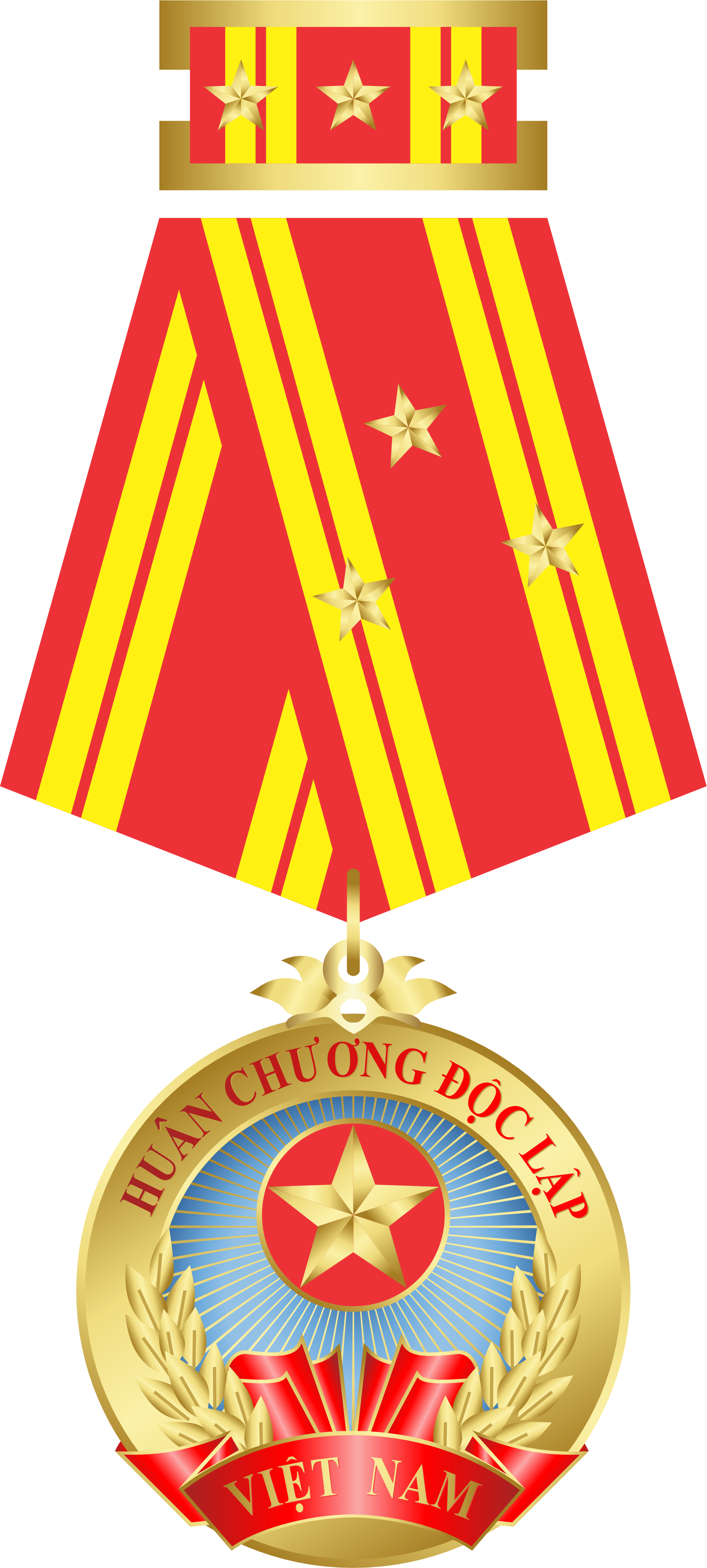
Huân chương Độc lập hạng nhất mẫu sử dụng từ năm 2014

1. Mẫu trước khi ban hành Luật Thi đua - Khen thưởng: Huân chương Độc lập gồm có 3 phần:
- Cuống Huân chương viền ngoài màu vàng, trong bằng tơ Rayon dệt màu đỏ cờ, có bốn vạch trắng hai bên, gắn sao theo hạng Huân chương, cốt bằng đồng đỏ mạ vàng hợp kim Nico dày 3 micron; kích thước 28mm x 14mm.
- Dải Huân chương hình chữ A cách điệu, bằng tơ Rayon dệt màu đỏ cờ, có bốn vạch trắng hai bên, gắn sao theo hạng Huân chương, cốt bằng đồng đỏ mạ vàng hợp kim Nico dày 3 micron; kích thước 28mm x 51mm x 41mm x 51mm.
- Thân Huân chương hình tròn đường kính bằng 38mm, viền ngoài màu vàng, viền trong màu trắng, phía trên là dòng chữ "CỘNG HÒA XÃ HỘI CHỦ NGHĨA VIỆT NAM" màu vàng dập nổi, bên trong màu xanh lam, phía trên có ngôi sao năm cánh (màu vàng dập nổi), chính giữa có dòng chữ "ĐỘC LẬP" màu đỏ trên nền trắng phía dưới có hai cành tùng, hai hàng cờ đỏ cách điệu, chất liệu bằng đồng đỏ mạ vàng hợp kim Nico dày 3 micron.

2. Mẫu sau khi ban hành Luật Thi đua - Khen thưởng: Huân chương Độc lập gồm có 3 phần:
- Cuống Huân chương viền ngoài màu vàng, trong bằng tơ Rayon dệt màu đỏ cờ, có bốn vạch trắng hai bên, gắn sao theo hạng Huân chương, cốt bằng đồng đỏ mạ vàng hợp kim Nico dày 3 micron; kích thước 28mm x 14mm.
- Dải Huân chương hình chữ A cách điệu, bằng tơ Rayon dệt màu đỏ cờ, có bốn vạch trắng hai bên, gắn sao theo hạng Huân chương, cốt bằng đồng đỏ mạ vàng hợp kim Nico dày 3 micron; kích thước 28mm x 51mm x 41mm x 51mm.
- Thân Huân chương hình tròn đường kính bằng 38mm, viền ngoài màu vàng, phía trong màu xanh lam, chính giữa có ngôi sao vàng năm cánh trên nền đỏ, phía trên là dòng chữ "HUÂN CHƯƠNG ĐỘC LẬP" màu đỏ, phía dưới có hai cành tùng, hai hàng cờ đỏ cách điệu và dải lụa đỏ mang dòng chữ "VIỆT NAM" màu vàng, chất liệu bằng đồng đỏ mạ vàng hợp kim Nico dày 3 micron.

3. Mẫu sau khi ban hành Nghị định số 85/2014/NĐ-CP của Chính phủ: Huân chương Độc lập gồm có 3 phần:
1. Thân huân chương hình tròn đường kính bằng 40 mm, viền ngoài màu vàng, chính giữa có ngôi sao vàng năm cánh nổi trên nền xanh hòa bình, phía trên là dòng chữ "Huân chương Độc lập" màu đỏ, phía dưới có hai cành tùng, hai hàng cờ đỏ cách điệu và dải lụa đỏ mang dòng chữ "Việt Nam" màu vàng; chất liệu bằng đồng đỏ mạ vàng hợp kim Ni-Co.1. Cuống huân chương: Cốt bằng đồng đỏ mạ vàng hợp kim Ni-Co; kích thước 28 mm x 14 mm; viền ngoài màu vàng, trong bọc vải dệt bằng sợi polyester màu đỏ cờ, có bốn vạch vàng hai bên, gắn sao theo hạng huân chương.
2. Dải huân chương: Hình chữ A cách điệu, cốt bằng inox mạ vàng hợp kim Ni-Co, bọc vải dệt bằng sợi polyester màu đỏ cờ, có bốn vạch vàng hai bên, gắn sao theo hạng huân chương; kích thước 28 mm x 51 mm x 41 mm x 51 mm.
3. Thân huân chương hình tròn đường kính bằng 40 mm, viền ngoài màu vàng, chính giữa có ngôi sao vàng năm cánh nổi trên nền xanh hòa bình, phía trên là dòng chữ "Huân chương Độc lập" màu đỏ, phía dưới có hai cành tùng, hai hàng cờ đỏ cách điệu và dải lụa đỏ mang dòng chữ "Việt Nam" màu vàng; chất liệu bằng đồng đỏ mạ vàng hợp kim Ni-Co.

## Đối tượng và tiêu chuẩn khen thưởng

### Huân chương Độc lập hạng Nhất
1. Để tặng hoặc truy tặng cho cá nhân có thành tích đặc biệt xuất sắc, đạt một trong các tiêu chuẩn sau:
a) Người tham gia hoạt động cách mạng trước năm 1945, hoạt động liên tục, có thành tích đặc biệt xuất sắc đóng góp cho sự nghiệp cách mạng của Đảng, của dân tộc, không phạm khuyết điểm lớn, đã đảm nhiệm một trong các trọng trách: Phó trưởng ban Đảng ở Trung ương, Bí thư tỉnh uỷ, thành uỷ trực thuộc Trung ương, Thứ trưởng hoặc chức vụ tương đương, Trung tướng Lực lượng vũ trang nhân dân;
b) Người tham gia hoạt động liên tục trong 2 cuộc kháng chiến chống Pháp và chống Mỹ (từ 1945 đến ngày 30 tháng 4 năm 1975), có thành tích đặc biệt xuất sắc trong sự nghiệp xây dựng và bảo vệ Tổ quốc, không phạm khuyết điểm lớn, đã đảm nhiệm một trong các trọng trách: Trưởng các Ban Đảng ở Trung ương, Bộ trưởng và chức vụ tương đương; Khu uỷ viên, Bí thư tỉnh ủy, thành uỷ trực thuộc Trung ương, Thường vụ Quốc hội, Trưởng các đoàn thể chính trị - xã hội ở Trung ương, liên tục 2 nhiệm kỳ, Thượng tướng Lực lượng vũ trang nhân dân;
c) Người tham gia hoạt động liên tục từ kháng chiến chống Mỹ (từ 1954 đến ngày 30 tháng 4 năm 1975) và thời kỳ xây dựng và bảo vệ Tổ quốc (từ ngày 30 tháng 4 năm 1975 đến nay), đã có nhiều thành tích đặc biệt xuất sắc, không phạm khuyết điểm lớn, đã đảm nhiệm một trong các trọng trách:
Ủy viên Bộ Chính trị, Bí thư Trung ương Đảng, Phó Chủ tịch nước, Phó Chủ tịch Quốc hội, Phó Thủ tướng Chính phủ, Chủ tịch Ủy ban Trung ương Mặt trận Tổ quốc Việt Nam, liên tục 1 nhiệm kỳ, Đại tướng lực lượng vũ trang nhân dân.
Trưởng các Ban Đảng ở Trung ương, Bộ trưởng và chức vụ tương đương, Bí thư tỉnh ủy, thành ủy trực thuộc Trung ương, Thường vụ Quốc hội, Trưởng các đoàn thể chính trị - xã hội ở Trung ương, 3 nhiệm kỳ, Thượng tướng Lực lượng vũ trang nhân dân từ 10 năm trở lên.
d) Người có thành tích, có công trình, tác phẩm xuất sắc có tác dụng thúc đẩy sự phát triển ở một trong các lĩnh vực: kinh tế, xã hội, văn học, nghệ thuật, khoa học công nghệ, quốc phòng, an ninh, ngoại giao... được nhà nước thừa nhận, tôn vinh;
đ) Người nước ngoài, có thành tích đặc biệt xuất sắc đối với nhà nước Việt Nam được cấp Bộ, ngành, đoàn thể Trung ương, các tỉnh, thành phố trực thuộc Trung ương công nhận, đề nghị.
2. Để tặng cho tập thể đạt được các tiêu chuẩn sau:
a) Đã được tặng thưởng Huân chương Độc lập hạng nhì;
b) Có quá trình xây dựng và phát triển từ 25 năm trở lên (trường hợp chưa được tặng thưởng Huân chương Độc lập hạng nhì thì phải có quá trình xây dựng và phát triển từ 30 năm trở lên);
c) Lập được thành tích xuất sắc liên tục từ 5 năm trở lên trước thời điểm được đề nghị, trong thời gian đó đã được 2 lần tặng Cờ thi đua của Chính phủ hoặc Bằng khen của Thủ tướng Chính phủ, nội bộ đoàn kết, tổ chức Đảng, đoàn thể trong sạch, vững mạnh.
3. Để tặng cho tập thể nước ngoài có thành tích xuất sắc đối với Nhà nước Việt Nam, được các Bộ, ban, ngành, đoàn thể Trung ương và các tỉnh, thành phố trực thuộc Trung ương công nhận, đề nghị.

### Huân chương Độc lập hạng Nhì
1. Để tặng hoặc truy tặng cho cá nhân có nhiều thành tích xuất sắc, đạt một trong các tiêu chuẩn sau:
a) Người tham gia hoạt động liên tục trong 2 cuộc kháng chiến chống Pháp, chống Mỹ (từ 1945 đến ngày 30 tháng 4 năm 1975), có nhiều thành tích xuất sắc trong sự nghiệp xây dựng và bảo vệ Tổ quốc, không phạm khuyết điểm lớn, đã đảm nhiệm một trong các trọng trách:
Trưởng các Ban Đảng ở Trung ương, Bộ trưởng và chức vụ tương đương, Bí thư tỉnh uỷ, thành uỷ trực thuộc Trung ương, Thường vụ Quốc hội, Trưởng các đoàn thể chính trị - xã hội ở Trung ương, 1 nhiệm kỳ.
Phó Trưởng các Ban của Đảng ở Trung ương, Thứ trưởng và chức vụ tương đương, Phó Bí thư tỉnh ủy, thành ủy trực thuộc Trung ương; Chủ tịch Hội đồng nhân dân, Ủy ban nhân dân tỉnh, thành phố trực thuộc Trung ương, Phó Chủ tịch Ủy ban Trung ương Mặt trận Tổ quốc Việt Nam, Phó Trưởng các đoàn thể chính trị - xã hội ở Trung ương, liên tục 2 nhiệm kỳ.
b) Người tham gia hoạt động liên tục từ thời kỳ chống Mỹ (từ 1954 đến ngày 30 tháng 4 năm 1975) và thời kỳ xây dựng và bảo vệ Tổ quốc (từ ngày 30 tháng 4 năm 1975 đến nay), đã có nhiều thành tích xuất sắc, không phạm khuyết điểm lớn, đã đảm nhiệm một trong các trọng trách:
Trưởng các Ban Đảng ở Trung ương, Bộ trưởng và chức vụ tương đương, Bí thư tỉnh uỷ, thành uỷ trực thuộc Trung ương, Thường vụ Quốc hội, Trưởng các đoàn thể chính trị - xã hội ở Trung ương, 2 nhiệm kỳ, Thượng tướng Lực lượng vũ trang nhân dân từ 5 năm trở lên.
Phó trưởng các Ban của Đảng ở Trung ương, Thứ trưởng và chức vụ tương đương, Phó Bí thư tỉnh ủy, thành ủy trực thuộc Trung ương, Chủ tịch Hội đồng nhân dân, ủy ban nhân dân tỉnh, thành phố trực thuộc Trung ương, Phó Chủ tịch Ủy ban Trung ương Mặt trận Tổ quốc Việt Nam, Phó trưởng các đoàn thể chính trị - xã hội ở Trung ương, 3 nhiệm kỳ.
c) Người có thành tích, có công trình, tác phẩm xuất sắc có tác dụng thúc đẩy sự phát triển ở một trong các lĩnh vực: kinh tế, xã hội, văn học, nghệ thuật, khoa học công nghệ, quốc phòng, an ninh, ngoại giao... được cấp có thẩm quyền công nhận, đề nghị;
d) Người nước ngoài có thành tích xuất sắc đối với nhà nước Việt Nam được các Bộ, ban, ngành, đoàn thể Trung ương, các tỉnh, thành phố trực thuộc Trung ương công nhận, đề nghị.
2. Để tặng cho tập thể đạt được các tiêu chuẩn sau:
a) Đã được tặng thưởng Huân chương Độc lập hạng ba;
b) Có quá trình xây dựng và phát triển từ 20 năm trở lên (trường hợp chưa được tặng thưởng Huân chương Độc lập hạng ba phải có quá trình xây dựng và phát triển từ 25 năm trở lên);
c) Lập được thành tích xuất sắc liên tục từ 5 năm trở lên trước thời điểm đề nghị, trong thời gian đó 2 lần được tặng Cờ thi đua của Chính phủ hoặc Bằng khen của Thủ tướng Chính phủ, tổ chức Đảng, đoàn thể trong sạch, vững mạnh.
3. Để tặng cho tập thể nước ngoài có thành tích xuất sắc đối với nhà nước Việt Nam, được cấp Bộ, ban, ngành, đoàn thể Trung ương và các tỉnh, thành phố trực thuộc Trung ương công nhận, đề nghị.

### Huân chương Độc lập hạng Ba
1. Để tặng hoặc truy tặng cho cá nhân có thành tích xuất sắc, đạt một trong các tiêu chuẩn sau:
a) Người được công nhận là cán bộ tiền khởi nghĩa (trước năm 1936), có thành tích xuất sắc, không phạm khuyết điểm lớn, đã giữ một trong các trọng trách: Cục trưởng, Vụ trưởng ở Trung ương, Tỉnh ủy viên, Thành uỷ viên, Trưởng ban ngành cấp tỉnh (và chức vụ tương đương) hoặc người tham gia hoạt động liên tục ở chiến trường miền Nam thời kỳ chống Mỹ từ 1964 đến 1975, đã đảm nhiệm chức vụ Huyện uỷ viên hoặc chức vụ tương đương trước ngày 30 tháng 4 năm 1975;
b) Người tham gia 2 cuộc kháng chiến chống Pháp, chống Mỹ (từ 1945 đến ngày 30 tháng 4 năm 1975), có thành tích xuất sắc trong sự nghiệp xây dựng và bảo vệ Tổ quốc, không phạm khuyết điểm lớn, đã đảm nhiệm một trong các trọng trách: Phó Trưởng ban của Đảng ở Trung ương, Thứ trưởng và chức vụ tương đương, Phó Bí thư tỉnh ủy, thành ủy, Chủ tịch Hội đồng nhân dân, Ủy ban nhân dân tỉnh, thành phố trực thuộc Trung ương, Phó Chủ tịch Ủy ban Trung ương Mặt trận Tổ quốc Việt Nam, Phó Trưởng các đoàn thể chính trị - xã hội ở Trung ương 1 nhiệm kỳ;
c) Người tham gia từ thời kỳ chống Mỹ (từ 1954 đến ngày 30 tháng 4 năm 1975) và thời kỳ xây dựng và bảo vệ Tổ quốc (từ ngày 30 tháng 4 năm 1975 đến nay), có thành tích xuất sắc, không phạm khuyết điểm lớn, đã đảm nhiệm một trong các trọng trách:
Trưởng các Ban Đảng ở Trung ương, Bộ trưởng và chức vụ tương đương, Bí thư tỉnh uỷ, thành ủy trực thuộc Trung ương, Thường vụ Quốc hội, Trưởng các đoàn thể chính trị - xã hội ở Trung ương, 1 nhiệm kỳ, Thượng tướng Lực lượng vũ trang nhân dân.
Phó trưởng các Ban Đảng ở Trung ương, Thứ trưởng và chức vụ tương đương, Phó Bí thư tỉnh uỷ, thành ủy trực thuộc Trung ương, Chủ tịch Hội đồng nhân dân, ủy ban nhân dân tỉnh, thành phố trực thuộc Trung ương, Phó Chủ tịch Ủy ban Trung ương Mặt trận Tổ quốc Việt Nam, Phó trưởng các đoàn thể chính trị - xã hội ở Trung ương, 2 nhiệm kỳ.
d) Người có thành tích xuất sắc, có công trình, tác phẩm có tác dụng thúc đẩy sự phát triển ở một trong các lĩnh vực: kinh tế, xã hội, văn học, nghệ thuật, khoa học công nghệ, quốc phòng, an ninh, ngoại giao... được cấp có thẩm quyền công nhận, đề nghị;
đ) Người nước ngoài có thành tích xuất sắc đối với nhà nước Việt Nam, được cấp Bộ, ban, ngành, đoàn thể Trung ương, tỉnh, thành phố trực thuộc Trung ương công nhận, đề nghị.
2. Để tặng cho tập thể đạt được các tiêu chuẩn sau:
a) Đã được tặng thưởng Huân chương Lao động hạng nhất;
b) Có quá trình xây dựng và phát triển từ 15 năm trở lên (trường hợp chưa được tặng thưởng Huân chương Lao động hạng nhất phải có quá trình xây dựng và phát triển từ 20 năm trở lên);
c) Lập được thành tích xuất sắc liên tục từ 5 năm trở lên trước thời điểm đề nghị, trong thời gian đó được tặng Cờ thi đua của Chính phủ hoặc Bằng khen của Thủ tướng Chính phủ hoặc 3 lần được tặng Cờ thi đua của Bộ, ngành, đoàn thể Trung ương, tỉnh thành phố trực thuộc Trung ương.
3. Để tặng cho tập thể nước ngoài có thành tích xuất sắc đối với nhà nước Việt Nam, được cấp Bộ, ban, ngành, đoàn thể Trung ương, tỉnh, thành phố trực thuộc Trung ương công nhận, đề nghị.